# Yoshimi
Yoshimi (吉見町, Yoshimi-machi) est un bourg du district de Hiki, situé dans la préfecture de Saitama, au Japon.

## Géographie

### Démographie
Au 1er décembre 2013, la population de Yoshimi s'élevait à 20 230 habitants répartis sur une superficie de 38,63 km2.